# Èdip i l'Esfinx (Moreau)
Èdip i l'Esfinx és un quadre de pintor Gustave Moreau, realitzat en 1864, que es troba en el Museu Metropolità d'Art de Nova York. Amb aquesta obra, Moreau va rebre el reconeixement de la crítica de la sala de París.

## El tema
Èdip era descendent del rei  tebà Laios, que el va abandonar al néixer perquè un oracle va pronosticar que moriria a mans del seu fill. Criat pel rei de Corint a qui va ser lliurat per un pastor que el va trobar a la muntanya Citeró, al créixer va voler saber qui era en realitat, pel que va decidir visitar l'oracle el qual li va dir que estava condemnat pel destí a desposar a la seva mare i matar el seu pare. Èdip no va tornar a Corint per no complir amb el seu destí i es va encaminar a Tebes. A l'entorn de la ciutat de les set portes, la  esfinx, monstre que reptava a tot viatger que passava a desxifrar un enigma sota pena de mort a ell no encertar, es va enfrontar a Èdip.
L'heroi tebà desxifraria el famós endevinalla, (Quin és l'ésser que amb una sola vegada té quatre potes, dues potes i tres potes? Èdip va encertar al contestar que l'home és quadrúpede al néixer, bípede en la seva maduresa i camina amb tres potes a l'usar bastó en la seva vellesa) que motivaria al monstre al suïcidi. És un episodi freqüentment representat en l'art, per exemple, en un quadre de Jean Auguste Dominique Ingres,   Èdip i l'esfinx  del Louvre.

## Descripció de l'obra
En una descripció molt colorista i de temàtica alguna cosa onírica, pròpies del simbolisme, Moreau representa l'heroi tebà amb els seus atributs iconogràfics (el mantell maragda i el bastó a la mà dreta) i a l'esfinx enfilant sobre d'ell. L'esfinx és un monstre amb cos de lleó amb ales i bust i cara de dona.  Una bellesa enganyosa, com demostra les restes humanes a peu de la columna on espera l'esfinx el pas de les seves víctimes.
Moreau va dedicar altres quadres a el tema, com  L'esfinx derrotada , 1878, al Louvre o  L'esfinx victoriosa  (1886).

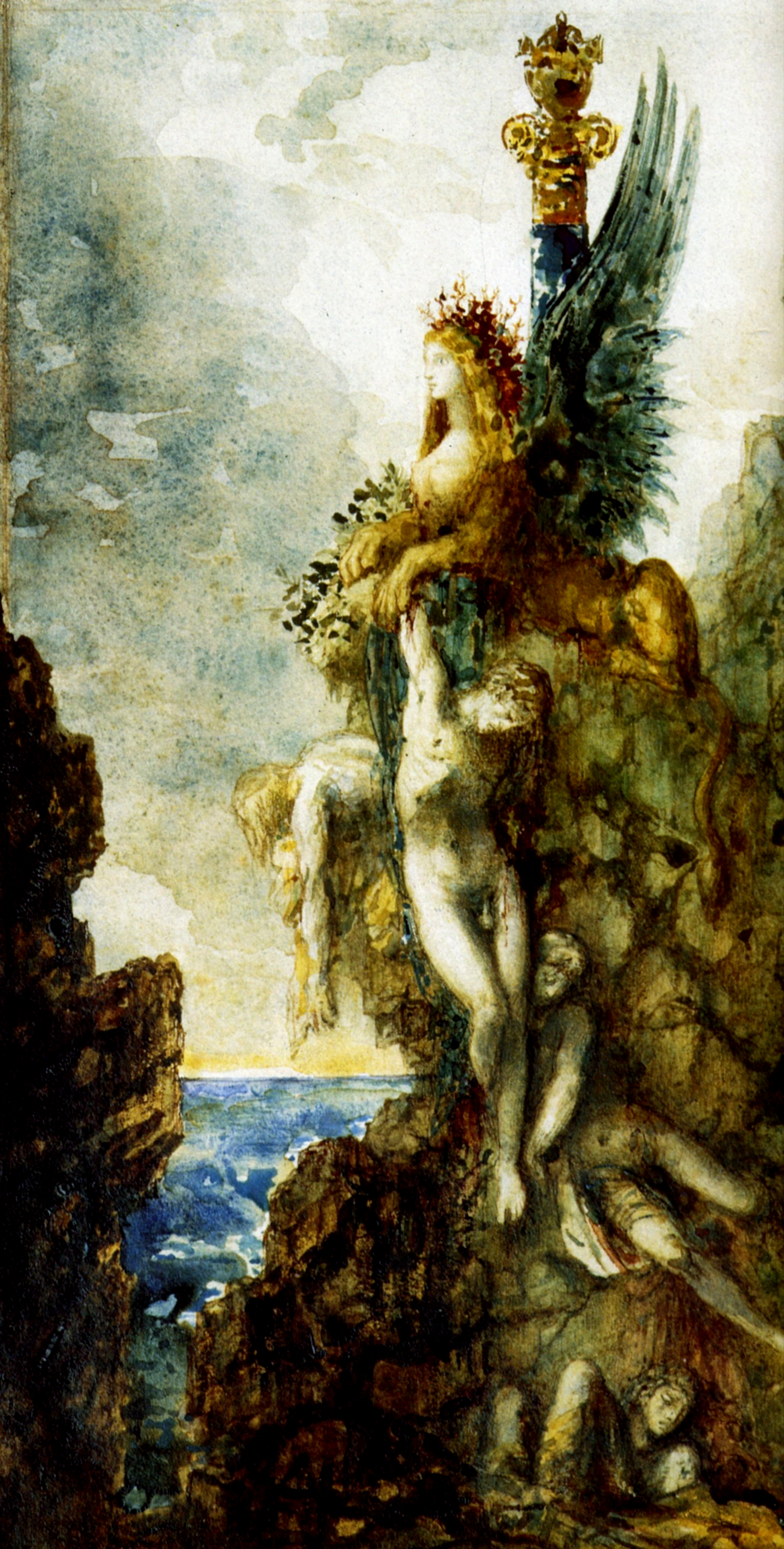
L'esfinx victoriosa , 1886